# Pelliciplanta unica
Pelliciplanta unica är en tvåvingeart som beskrevs av Werner Mohrig 1996. Pelliciplanta unica ingår i släktet Pelliciplanta och familjen sorgmyggor. Inga underarter finns listade i Catalogue of Life.